# Hyatt Hotels Corporation

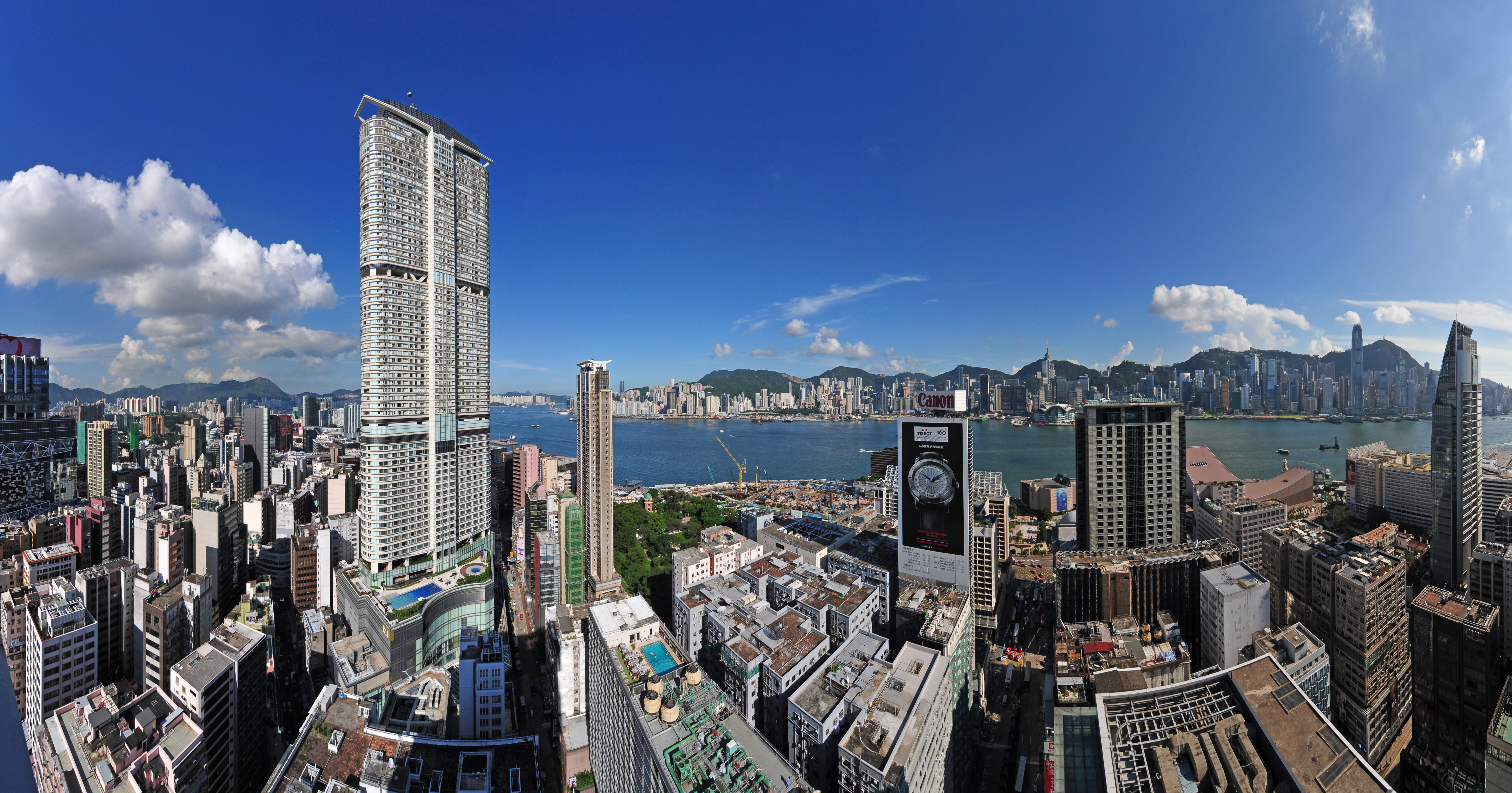
Hyatt Regency, Hongkong, Tsim Sha Tsui

Hyatt Hotels Corporation — американская компания, управляющая сетями отелей высшего класса. Штаб-квартира — в Чикаго.
Основана в 1957 году братьями-евреями Джеем Прицкером (1922—1999) и Дональдом Прицкером (1932—1972), внуками основателя династии Прицкер, адвоката из Киева Николая Яковлевича Прицкера (1871—1956).

## Собственники и руководство
Владельцем компании на 2011 года являлась семья Прицкер, генеральным директором — Марк Хопламазян.

## Деятельность
По состоянию на март 2009 года управляет отелями в 45 странах, работающих под брендами Hyatt, Hyatt Regency, Grand Hyatt, Park Hyatt, Hyatt Place и Hyatt Summerfield Suites.
Численность персонала — более 30 тыс. человек. Финансовые показатели не раскрываются.
В 1969 году компания Hyatt открыла свой первый международный отель, когда получила контракт на управление отелем President в Гонконге, который был переименован в отель Hong Kong Hyatt (позже известный как Hyatt Regency Hong Kong).
Компания значительно выросла за счет развития новых объектов и покупок в 2000-е годы. При этом наибольший финансовый рост произошел за счет приобретения AmeriSuites (позже переименованного в Hyatt Place) в 2004 году, Summerfield Suites (позже переименованного в Hyatt House) в 2005 году и Two Roads Hospitality в 2018 г.
В марте 2021 года Hyatt объявила об официальном открытии тысячного отеля Hyatt в мире — Alila Napa Valley на острове Св. Елены, штат Калифорния.
В августе 2021 года Hyatt Hotels выкупила компанию Apple Leisure Group, управляющую рядом спа-отелей. Hyatt Group заплатит владельцам ALG — частным инвесткомпаниям KKR & Co и KSL Capital Partners — $2,7 млрд наличными.

### Hyatt Hotels Corporation в России
В России Hyatt Hotels представлены в следующих городах:
- Москва (2): Ararat Park Hyatt Moscow, Hyatt Regency Moscow;
- Екатеринбург: Hyatt Regency Ekaterinburg; Hyatt Place[8];
- Сочи: Hyatt Regency Sochi;
- Владивосток (2): Hyatt Regency; Vladivostok Golden Horn;
- Ростов-на-Дону: Hyatt Regency[9].

В рейтинге крупнейших отельных сетей журнала Forbes за 2018 год сеть отелей Hyatt Hotels Corporation заняла седьмое место с доходом в $57,31 млн.

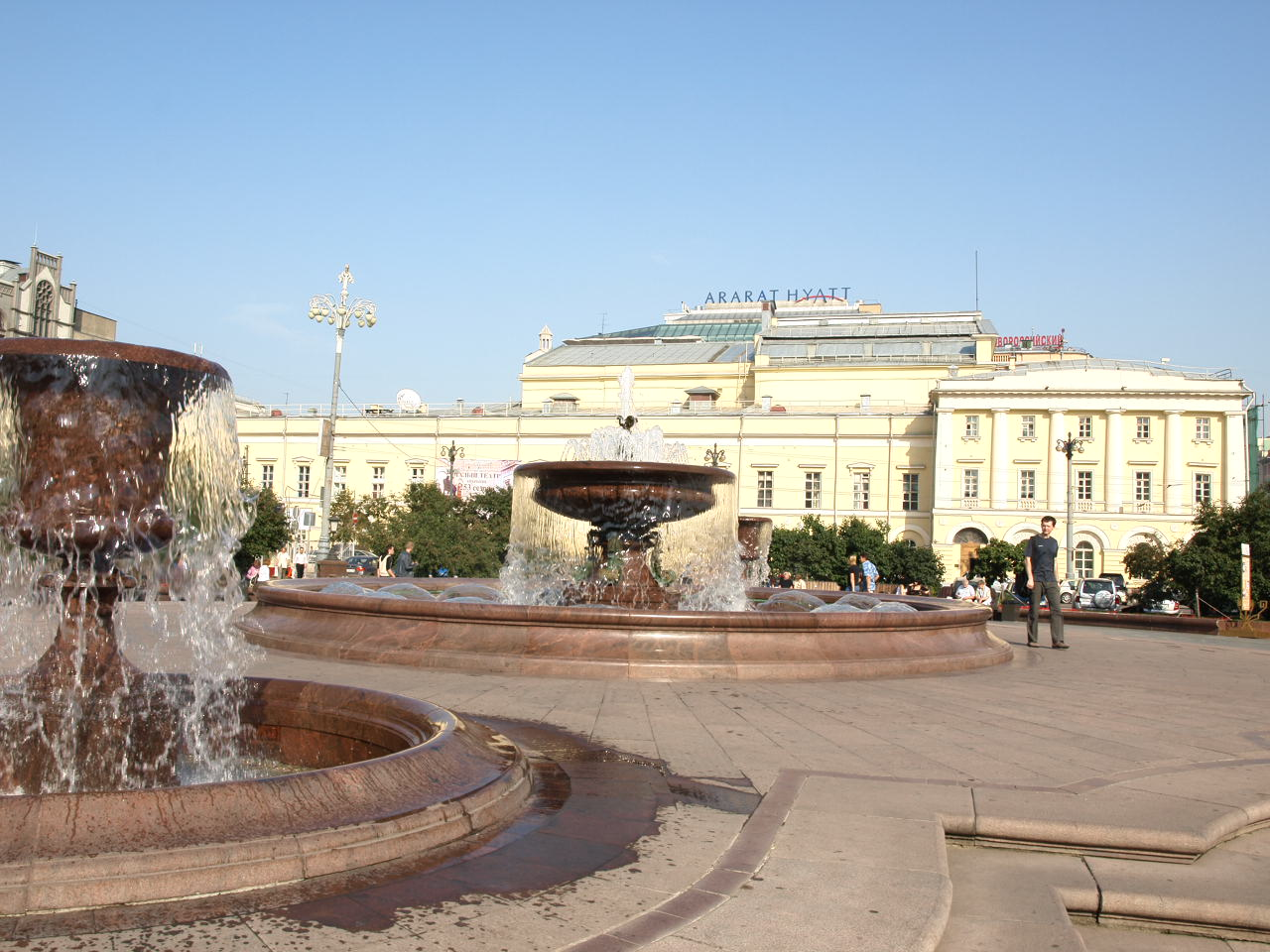
Москва
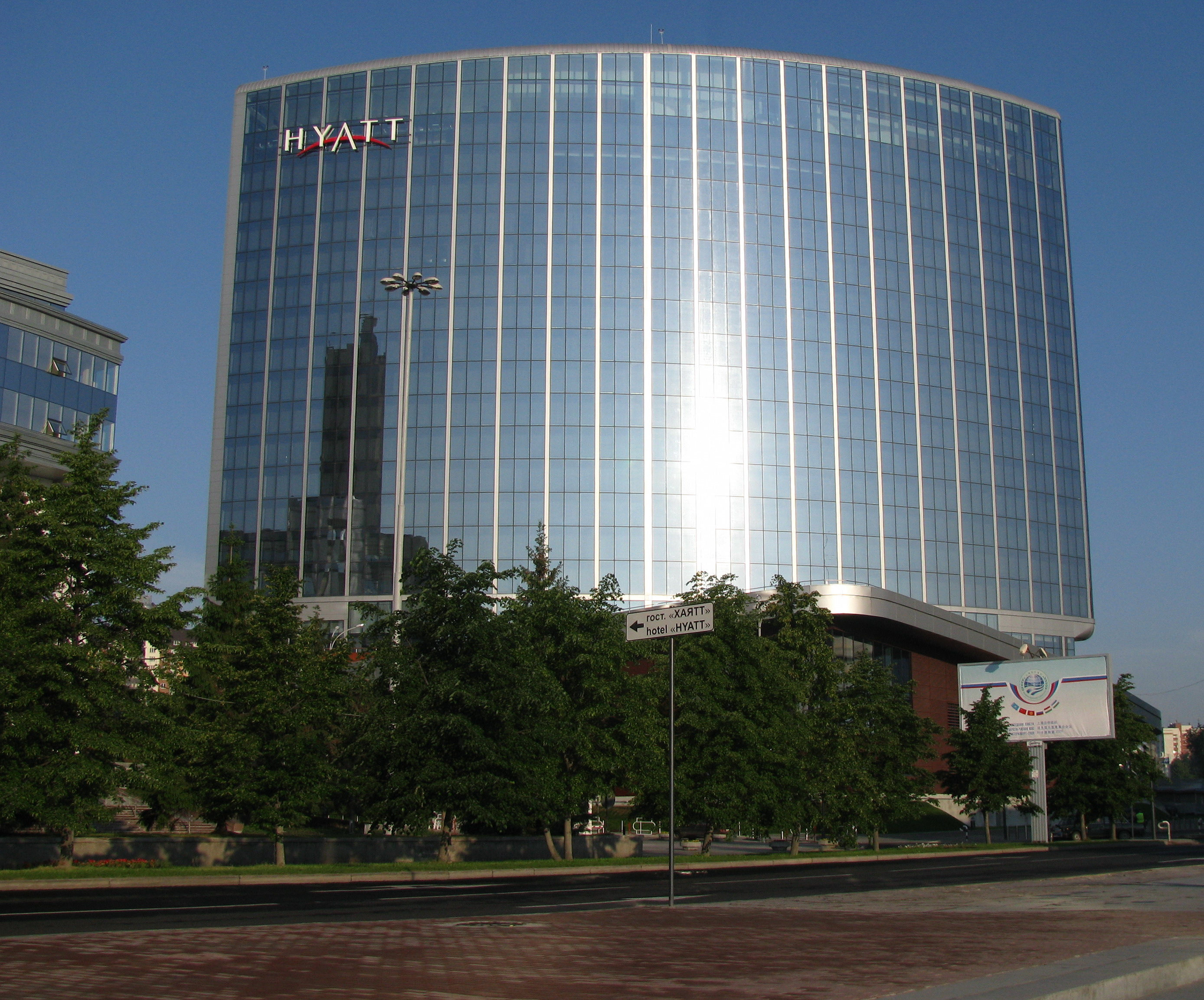
Екатеринбург
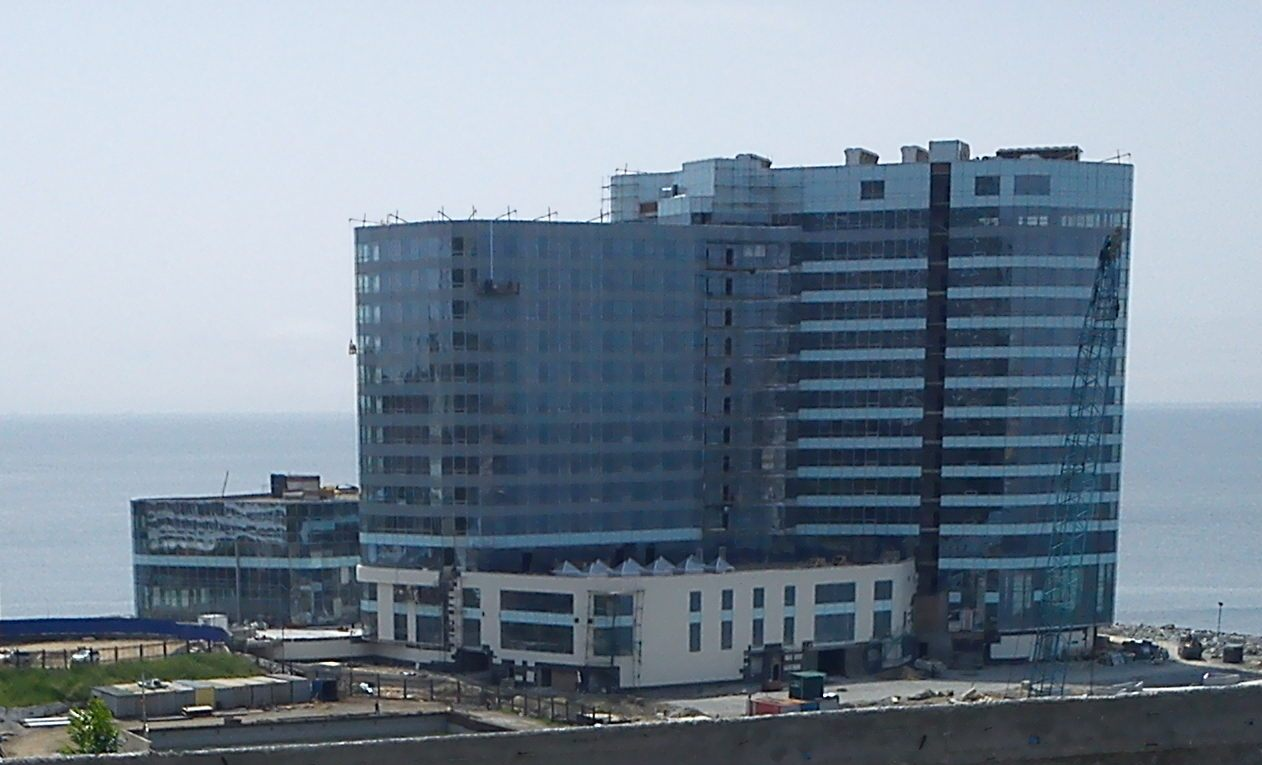
Сочи
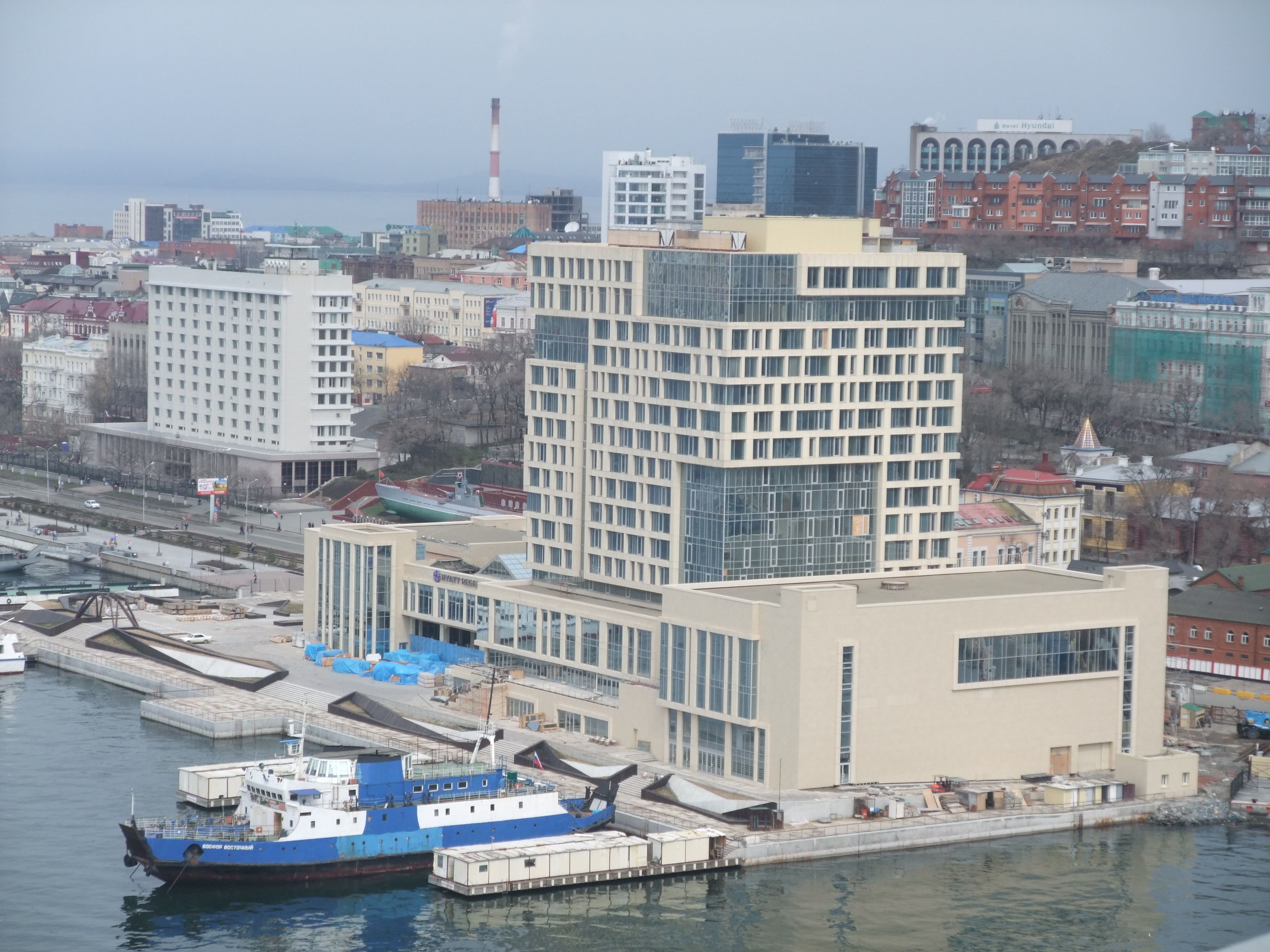
Владивосток
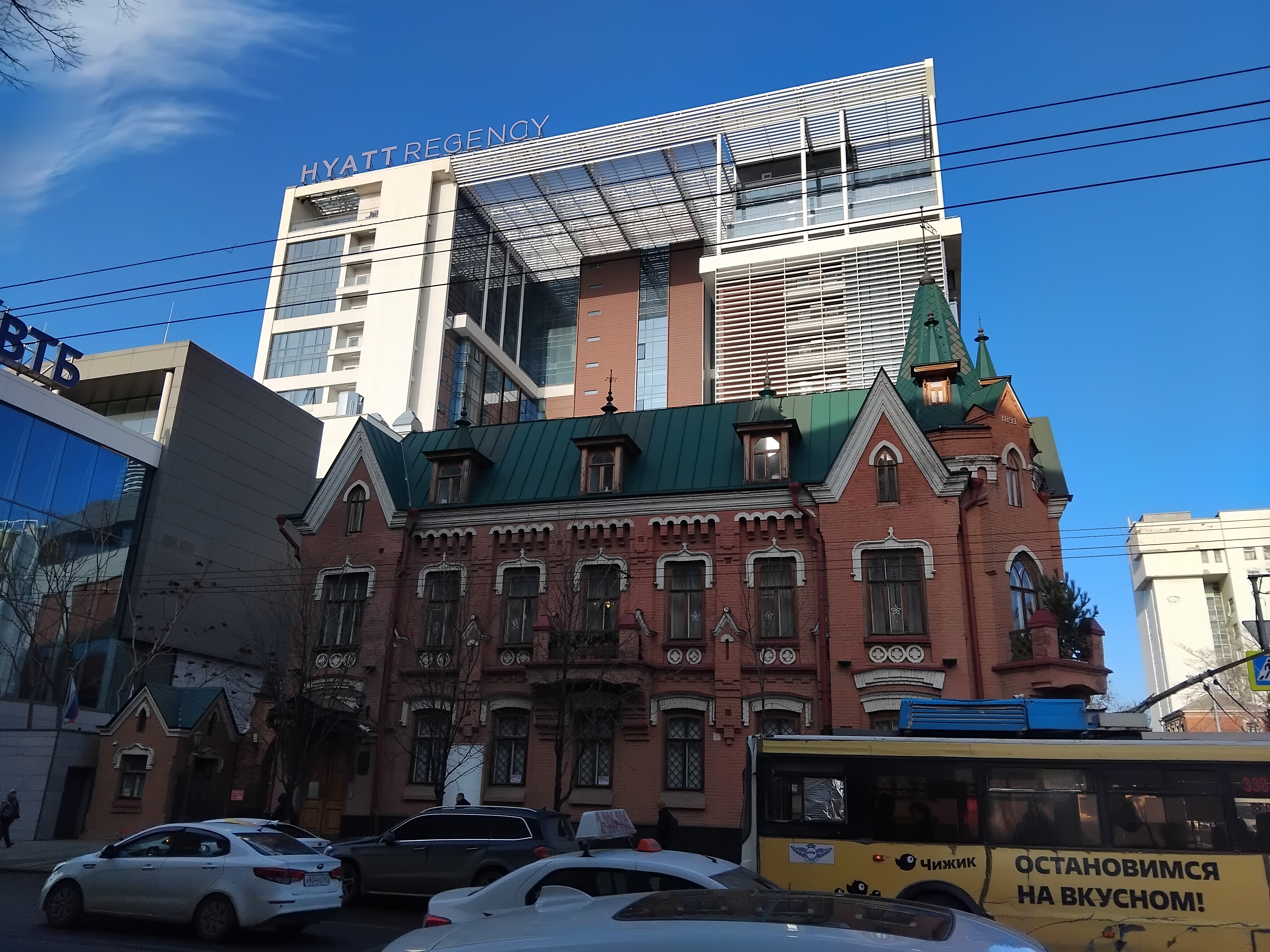
Ростов-на-Дону